# دامیر کاخریمان
دامیر کاخریمان (سیریلیک صربی: Дамир Кахриман؛ زادهٔ ۱۹ نوامبر ۱۹۸۴) بازیکن فوتبال اهل صربستان است.
از باشگاه‌هایی که در آن بازی کرده‌است می‌توان به باشگاه فوتبال وویوودینا، باشگاه فوتبال قونیه‌اسپور، باشگاه فوتبال راد، باشگاه فوتبال ستاره سرخ بلگراد، و باشگاه فوتبال تاوریا سیمفروپول اشاره کرد.
وی همچنین در تیم‌های ملی فوتبال زیر ۲۱ سال صربستان و صربستان بازی کرده‌است.